# Bavlna ELS

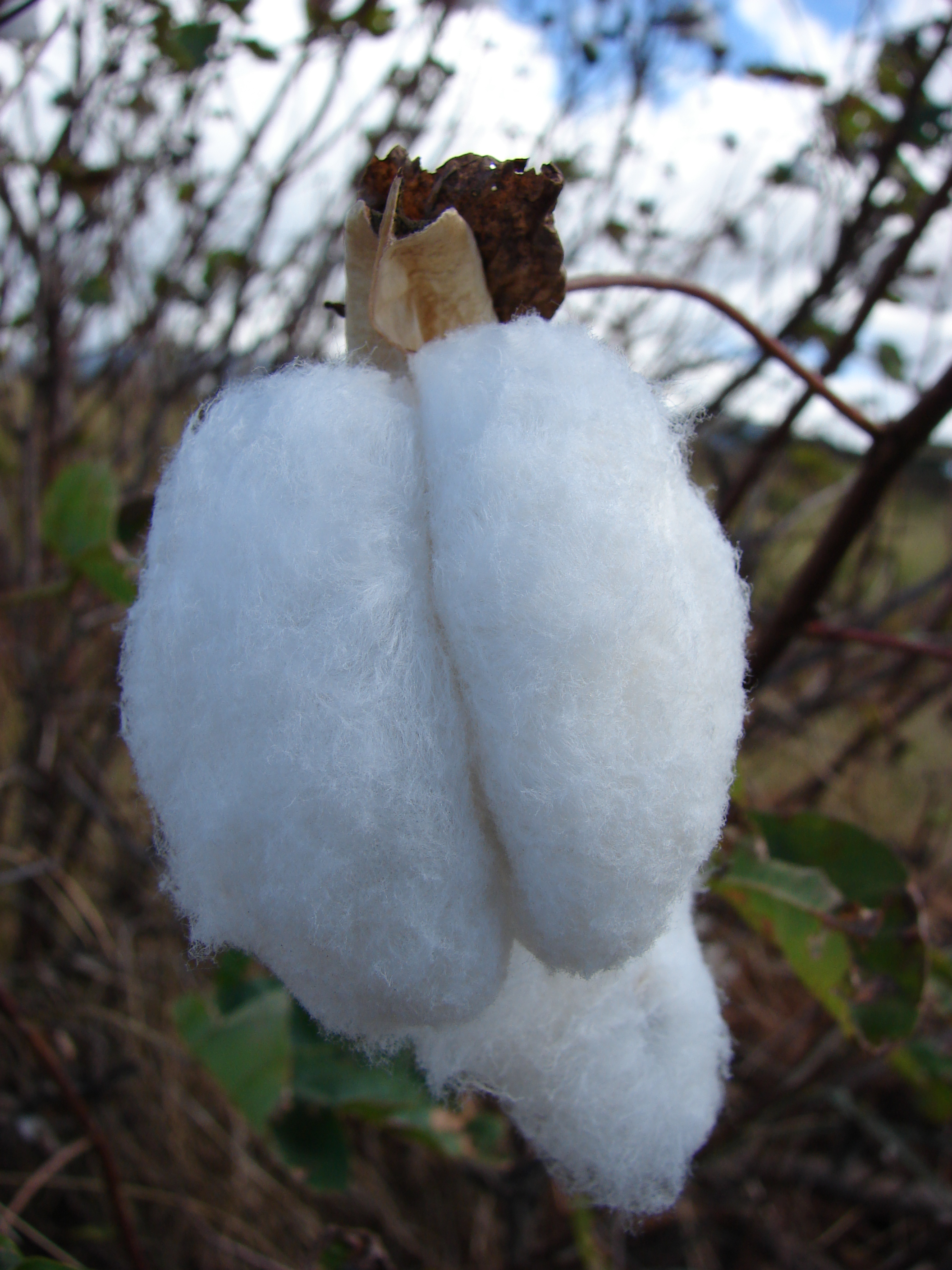
Bavlna ELS před sklizní

ELS (extra long staple = obzvlášť dlouhá vlákna) je označení vlastnosti bavlny, jejíchž nejdelších 2,5 % vláken měří více než 32,5 mm (podle jiných definicí 34,9 mm.
(Příklad diagramu zhotoveného na přístroji Almeter (s měřením počtu a váhy vláken) ukazuje bavlnu ELS se 2,5 % početně nejdelších vláken s hodnotou 35,8 mm, zatímco 2,5 % „nejtěžších“ vláken měří 36,8 mm).
Bavlny s obzvlášť dlouhými vlákny se tradičně pěstovaly v povodí Nilu a v USA, v posledních letech se k významným pěstitelům přiřadila také Indie a Čína. Ve 2. dekádě 21. století se podílela bavlna ELS na celkové sklizni bavlny ve světě s cca 2 %. V sezoně 2014/2015 bylo zaznamenáno 430 000 tun u pěstitelů:

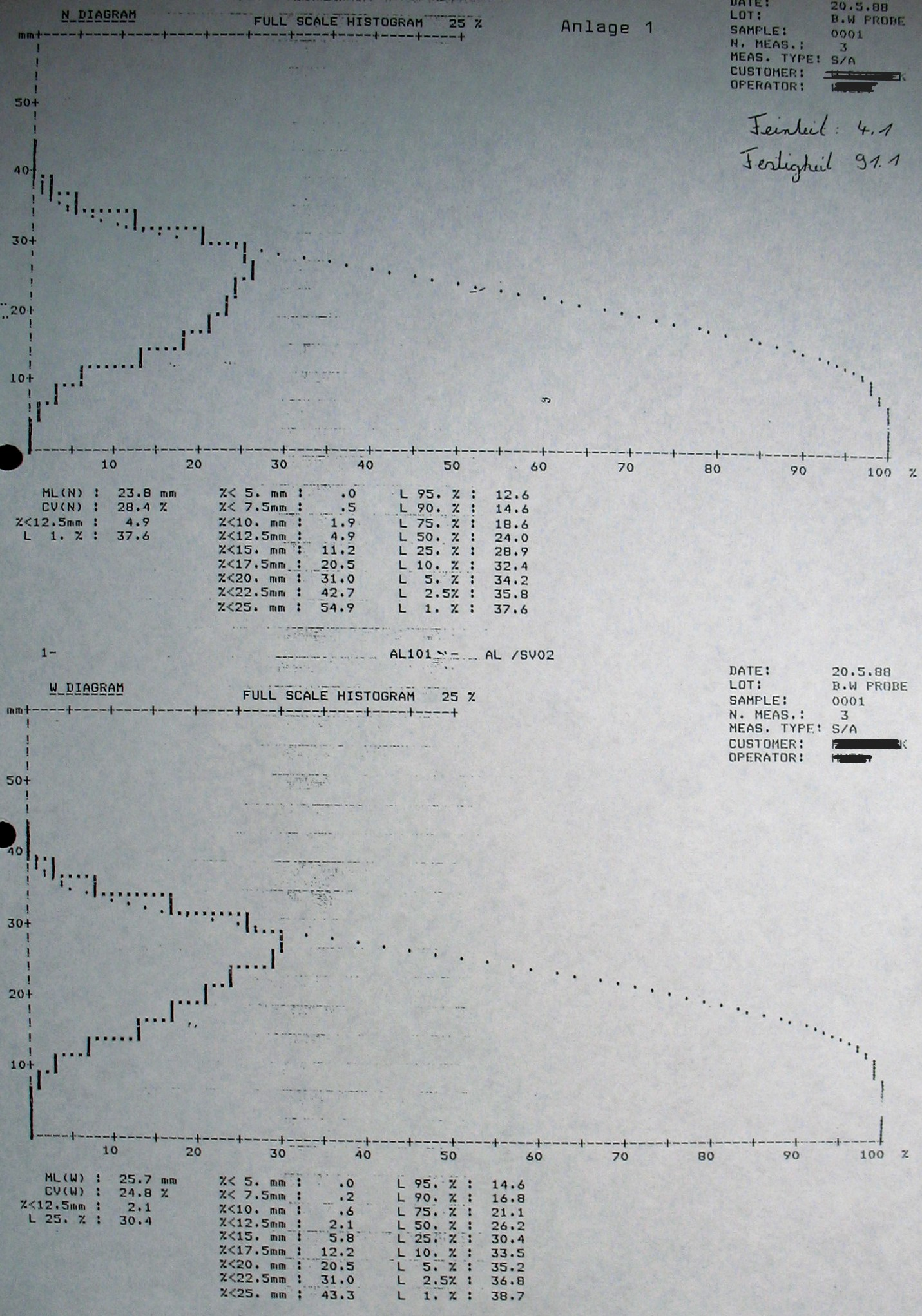
Staplový diagram dlouhovlákné bavlny (z přístroje Almeter)

| Stát    | Druhy bavlny          | Sklizeň t×103 |
| USA     | Sea Island, Pima      | 125           |
| Egypt   | Giza 86, Giza 92      | 115           |
| Indie   | Survin, DCH 32        | 80            |
| Čína    | Sin-ťiang (?)         | 60            |
| ostatní | Izrael, Austrálie aj. | 50            |

## Vlastnosti a použití
ELS bavlny vynikají nejen absolutní délkou. Vlákna jsou také stejnoměrnější v délce a např. pevnost je s cca 40 g/tex až o 40 % vyšší než u středněvlákné bavlny.
Česané příze se z ELS dají vyrábět až do (extrémní) jemnosti 4 tex. V čínském Sin-ťiangu vyrobili v roce 2014 pokusně přízi 2 tex (15 vláken v průměru) za prodejní cenu cca 170 €/kg.
Příze se používají např. na jemné popelíny a na saténové ložní prádlo.
ELS bavlny se nabízely např. v polovině roku 2018 na burze v Brémách za 3,65–4,30 €/kg, zatímco středněvlákné bavlny tam stály 2,35–2,50 €/kg.